# Stanka Gueorguieva
Stanka Vakrilova Gueorguieva (en búlgaro: Станка Вакрилова Георгиева, 24 de noviembre de 1950) es una deportista búlgara que compitió en remo como timonel. Ganó dos medallas en el Campeonato Mundial de Remo, plata en 1975 y bronce en 1977.

## Palmarés internacional
| Campeonato Mundial | Campeonato Mundial       | Campeonato Mundial | Campeonato Mundial       |
| Año                | Lugar                    | Medalla            | Prueba                   |
| ------------------ | ------------------------ | ------------------ | ------------------------ |
| 1975               | Nottingham (Reino Unido) | Medalla de plata   | Cuatro scull con timonel |
| 1977               | Ámsterdam (Países Bajos) | Medalla de bronce  | Cuatro scull con timonel |